# Шаді Ґадірян
Шаді Ґадірян (перс. شادی قدیریان; народилася 1974 року в Тегерані, Іран) - сучасний фотограф, живе і працює в Тегерані. Шаді Ґадірян отримала міжнародне визнання завдяки серії фоторобіт про життя жінок в Ірані.

## Особисте життя
Після закінчення середньої школи в 1988 році, Шаді Ґадірян вивчала мистецтво і фотографію в Університеті Азад в Тегерані. У 2000 році вийшла заміж за іранського фотографа і автора Пейман Хушманзаде (народився 1969 року в Тегерані), який також вивчав фотографію в Університеті Азад.
Крім того, орієнтуючись на індивідуальні проекти, Ґадірян в даний час працює в музеї фотографії в Тегерані.

## Галерея

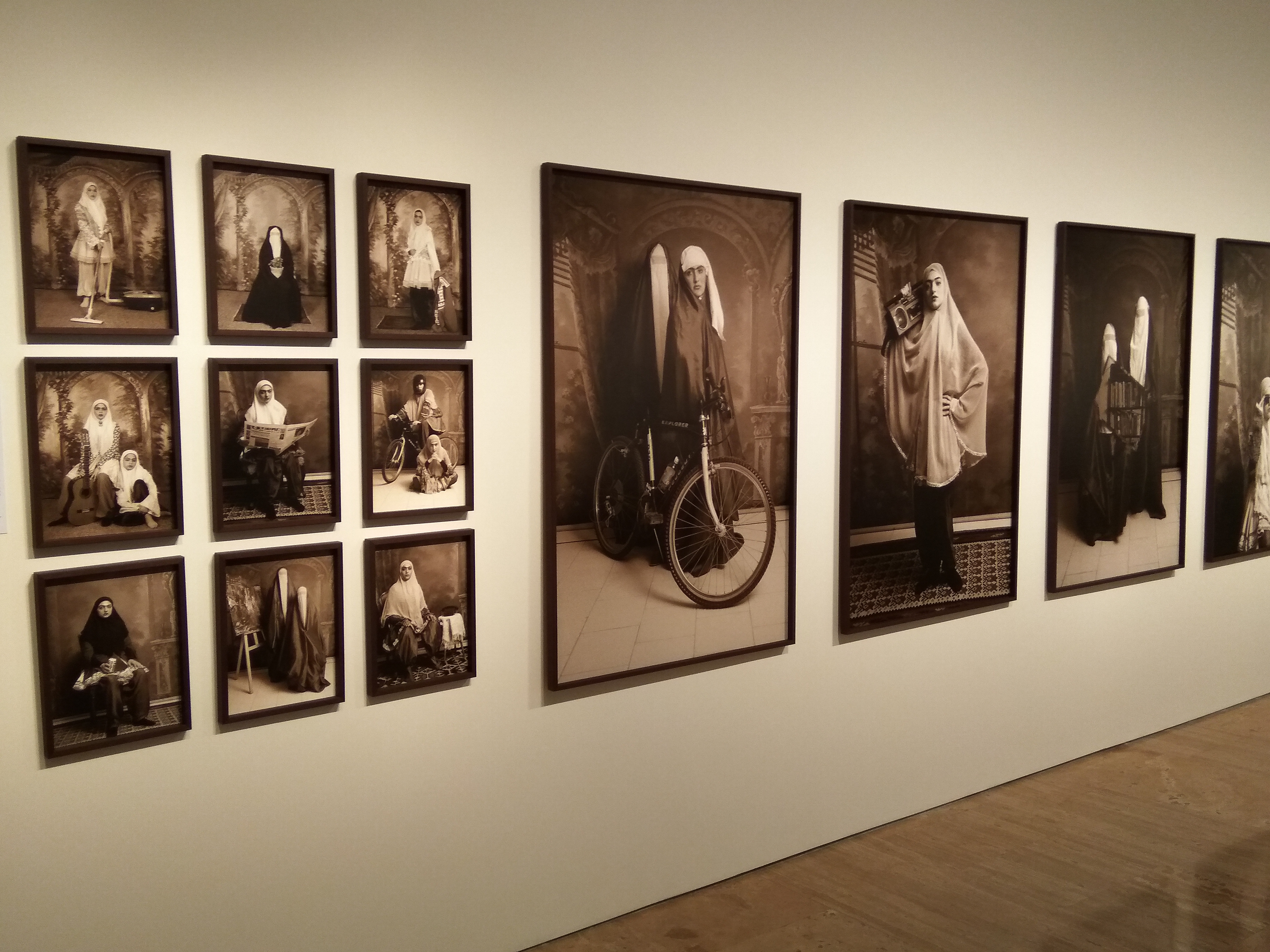
Виставка фоторобіт у Єревані

## Публікації
- Anahita Ghabaian Etehadieh, Sous la direction de, "La photographie iranienne, Un regard sur la création contemporaine en Iran", L'Atelier d'édition Loco/Silk Road Gallery, 2011, 191 p.